# Gregory (cráter de Venus)
Gregory es un cráter de Venus, situado en las coordenadas 7,1 de latitud y 95,8 de longitud, con un diámetro de 18 km. Pertenece a la zona del planeta denominada Planitia Niobe.
Las imágenes de su superficie (en este caso, procedentes de la sonda Magallanes que cartografió Venus entre 1989 y 1994) deben captarse utilizando el radar, debido a la densa atmósfera del planeta.
Debe su nombre a la folclorista irlandesa Isabella Augusta, Lady Gregory (1852-1932).